# Кодоњан
Кодоњан (фр. Codognan) насеље је и општина у јужној Француској у региону Лангдок-Русијон, у департману Гар која припада префектури Ним.
По подацима из 2011. године у општини је живело 2435 становника, а густина насељености је износила 523,66 становника/km². Општина се простире на површини од 4,65 km². Налази се на средњој надморској висини од 17 метара (максималној 21 m, а минималној 10 m).

## Демографија
| 1962. | 1968. | 1975. | 1982. | 1990. | 1999. | 2011. |
| ----- | ----- | ----- | ----- | ----- | ----- | ----- |
| 841   | 883   | 1.052 | 1.310 | 1.760 | 1.940 | 2.435 |

График промене броја становника у току последњих година